# Capilla Real de Granada
La Capilla Real de Granada es un destacado monumento histórico y religioso situado en el corazón de la ciudad de Granada, España. Fue mandada construir por los Reyes Católicos, Isabel I de Castilla y Fernando II de Aragón, a finales del siglo XV como parte de su deseo de establecer una sede real permanente en Granada tras la conquista de la ciudad en 1492, que marcó el final del dominio musulmán en la península ibérica.
Esta capilla se distingue por ser el lugar de sepultura de los Reyes Católicos, así como de algunos de sus familiares más cercanos, como su hija Juana I de Castilla y su esposo Felipe el Hermoso. Es un ejemplo destacado del estilo arquitectónico gótico, estilo flamenco y estilo renacentista, con elementos ornamentales y esculturas que reflejan la riqueza artística y religiosa de la época.
La Capilla Real de Granada, además de ser un monumento histórico de gran relevancia, desempeña un papel dual como lugar de culto y como espacio museístico. Aunque sigue siendo un lugar activo para la celebración de servicios religiosos, donde se llevan a cabo misas y ceremonias especiales, también alberga un museo que exhibe una rica colección de arte sacro y objetos de gran valor histórico.

## Historia
Los Reyes Católicos escogieron como lugar de enterramiento la ciudad de Granada, creando, mediante Real Cédula fechada el 13 de septiembre de 1504, la Capilla Real. Fue construida entre 1505 y 1517 y dedicada a los Santos Juanes,  San Juan Bautista y San Juan Evangelista. 
El conjunto de edificios, conformado por la iglesia, la sacristía y una lonja de acceso, comenzó a construirse en el año 1505 por Enrique Egas en estilo gótico. Intervinieron en su construcción, además, Juan Gil de Hontañón, Juan de Badajoz el Viejo y Lorenzo Vázquez de Segovia. La capilla fue concebida como un anexo a la nueva sede catedralicia que se habría de construir en Granada después de la conquista y capitulación del Reino Nazarí en el año 1492. Sin embargo, ambos edificios se muestran independientes hoy en día, y sus estilos son diferentes, pues mientras la Capilla Real presenta formas del gótico final, la catedral se construyó según la nueva estética renacentista. 
El Museo fue creado en el año 1913. Con el desarrollo del turismo en España en la segunda mitad del siglo XX se convirtió en uno de los centros de atracción turística de la ciudad de Granada.

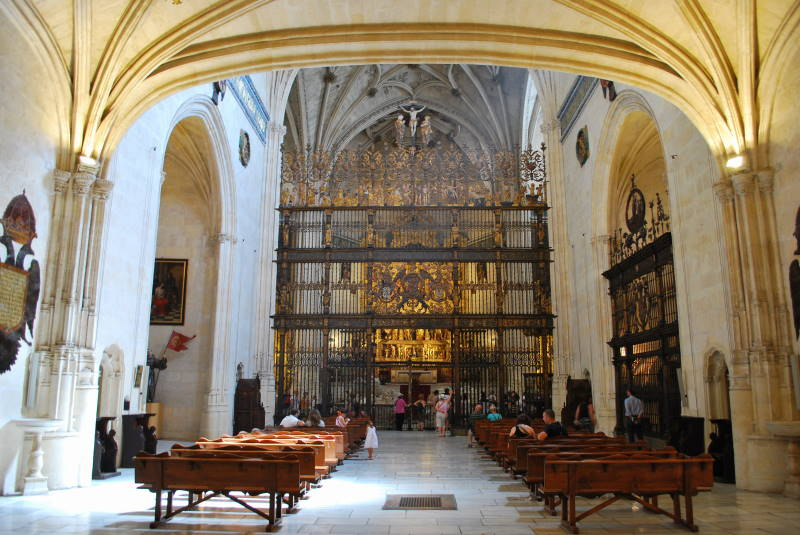
Vista General de la Capilla Real de Granada

## Descripción artística
El exterior de la capilla sigue el mismo modelo que el Monasterio de San Juan de los Reyes de Toledo. Tiene capillas laterales, una nave en bóveda gótica y nervada. Se ve el coro a los pies con arco carpanel y sotocoro. 

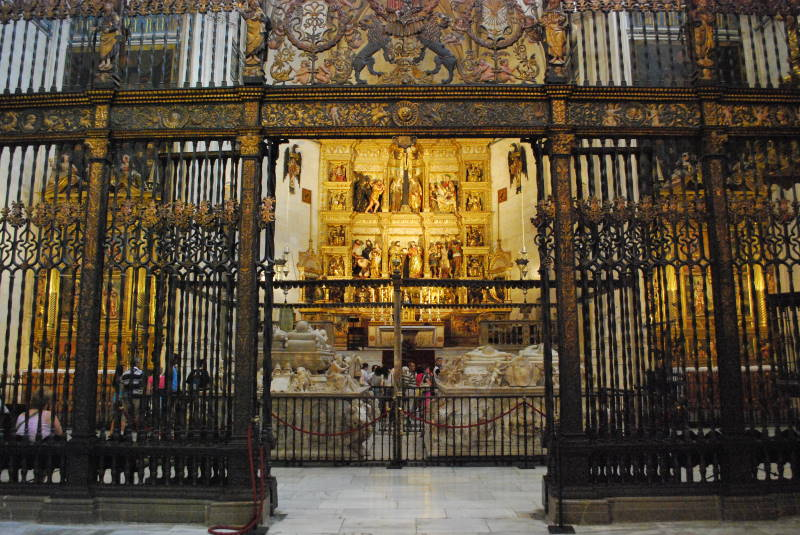
Reja de la Capilla Real de Granada

En el camino al presbiterio se crea un efecto lumínico preconcebido como idea para simbolizar el sol y la luz con la justicia (sentido albertiano-neoplatónico). Existe una jerarquización del transepto dedicado a mausoleo separada por una monumental verja decorada forjada por Maestro Bartolomé. 
En el centro del crucero se encuentran los sepulcros de Isabel y Fernando, obra del artista italiano Domenico Fancelli, y los de Juana y Felipe, del escultor español Bartolomé Ordóñez.

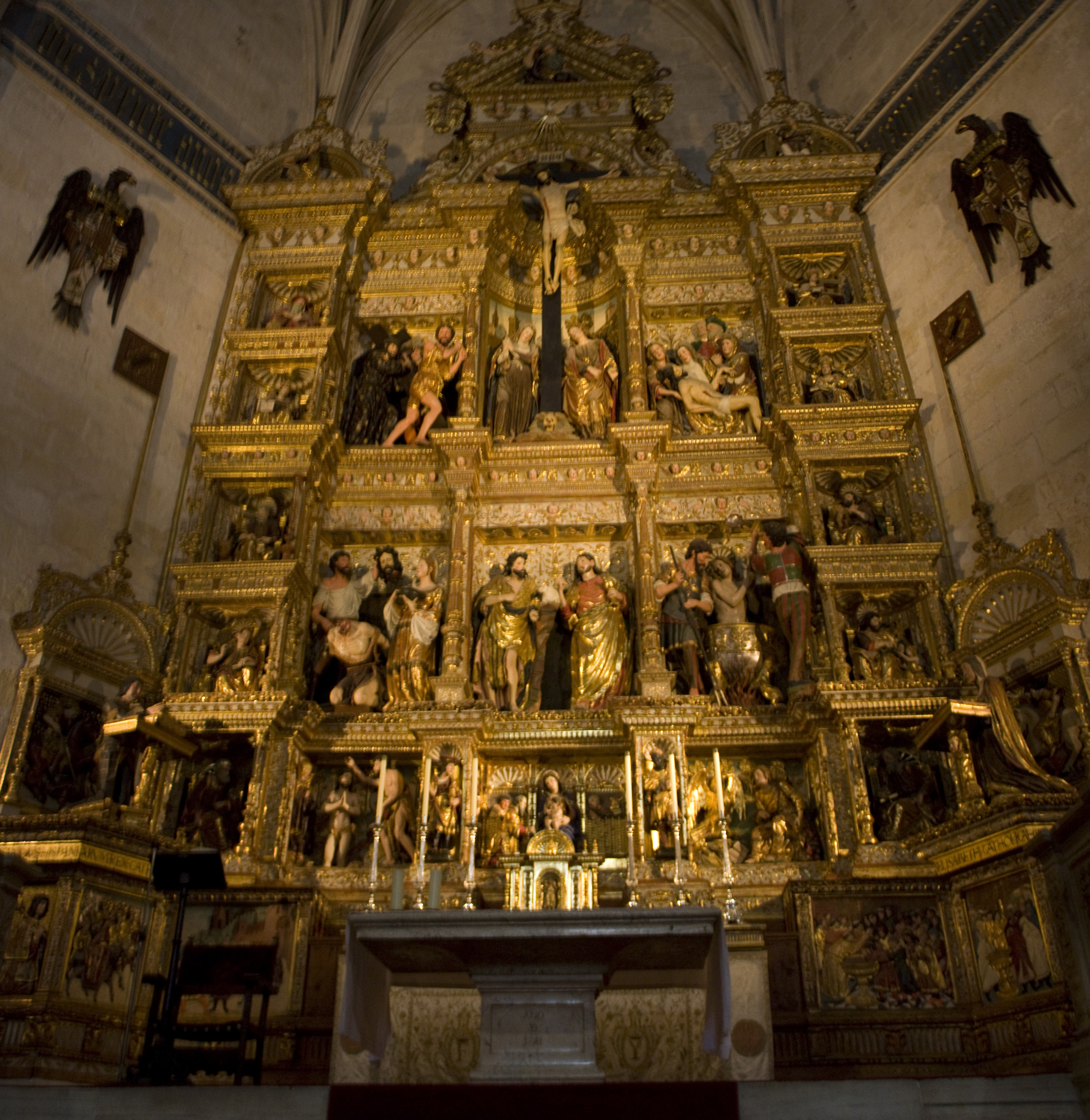
Retablo de la Capilla Real de Granada

## Contenido
Las piezas más destacadas del interior del templo son el retablo mayor, obra maestra de Felipe Bigarny, la reja y la cripta con los cinco ataúdes de plomo que contienen los restos mortales de los reyes y del pequeño infante, reconocibles cada uno por la inicial de sus respectivos nombres.
Pueden verse en la Capilla Real los sepulcros de:
- Isabel I de Castilla, reina de Castilla, y de su esposo:
- Fernando II de Aragón, rey de Aragón.

El sepulcro es obra de Domenico Fancelli, artista italiano que trabajó en España, siendo esta su obra maestra.
En otro sepulcro, obra de Bartolomé Ordóñez, están representados:
- Juana I de Castilla, reina de Castilla y de Aragón, y su esposo:
- Felipe I de Castilla, el Hermoso, rey jure uxoris de Castilla; su corazón está enterrado en la Iglesia de Nuestra Señora de Brujas.

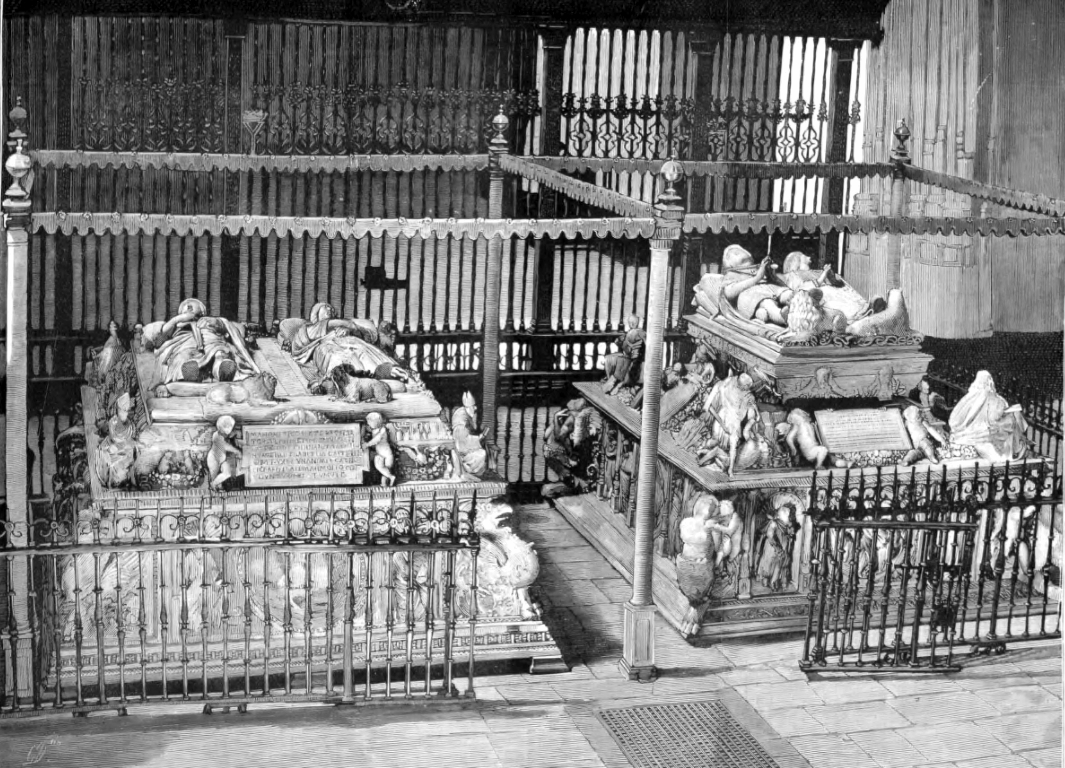
Sepulcro de los Reyes Católicos junto con Juana I y Felipe el Hermoso

Hay que señalar que los sepulcros son en realidad cenotafios o monumentos conmemorativos, pues los restos mortales de los reyes se encuentran enterrados en la cripta que hay inmediatamente debajo de ellos. La cripta en sí es un espacio reducido, conformado por una bóveda de cañón desnuda. En el centro, en unas sencillas cajas mortuorias, se encuentran los Reyes Católicos, y en los laterales sus herederos, Juana y Felipe. En la cripta también está el sarcófago del infante Miguel de la Paz de Portugal, nieto de los Reyes Católicos, muerto cuando era niño.

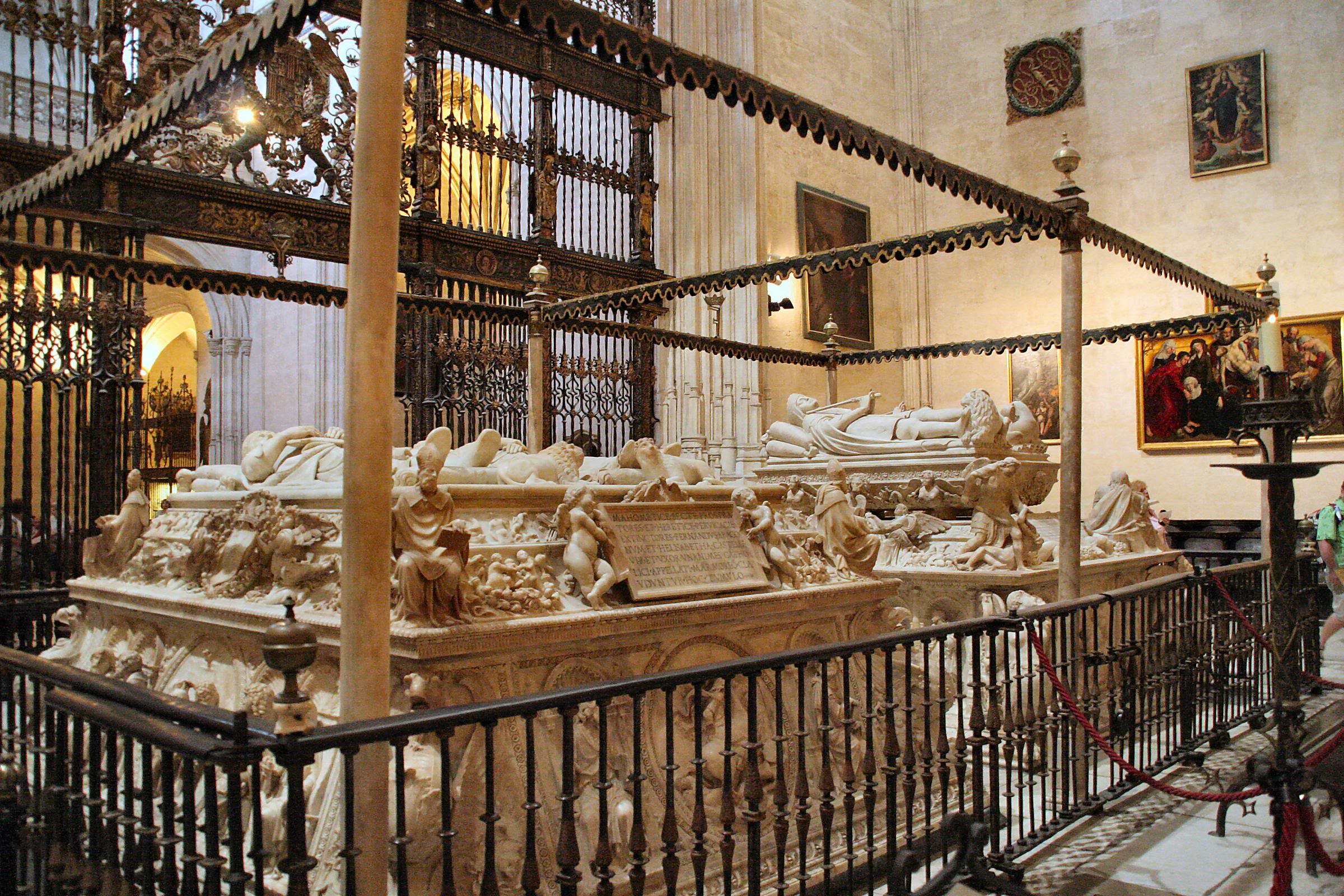
Sepulcro de los Reyes Católicos de Domenico Fancelli

La antigua sacristía se ha habilitado como museo que recoge diversas piezas que los reyes fundadores legaron para el embellecimiento de estos espacios destinados a su sepultura. Destaca la galería de pinturas con obras de las escuelas flamenca, italiana y española, incluyendo cuadros de autores como Pedro Berruguete, Bartolomé Bermejo, Rogier van der Weyden, Dierick Bouts (Tríptico de la Deposición, La Virgen y el Niño con cuatro ángeles) o Hans Memling, del que se expone la obra maestra Díptico del descendimiento. Otra de las grandes obras pictóricas es un rarísimo ejemplo de Sandro Botticelli La Oración del Huerto, único cuadro de su autor de temática religiosa que existe en España. Completa el museo una excelente colección de orfebrería, con ejemplos como la corona y el cetro de los Reyes Católicos; y tejidos y libros de la reina Isabel.

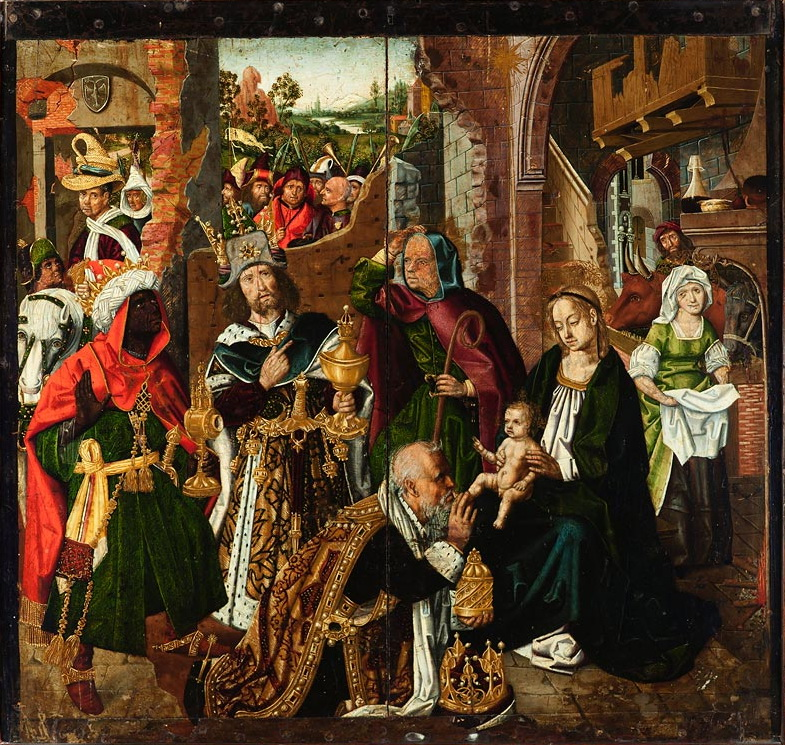
Epifanía de Bartolomé Bermejo
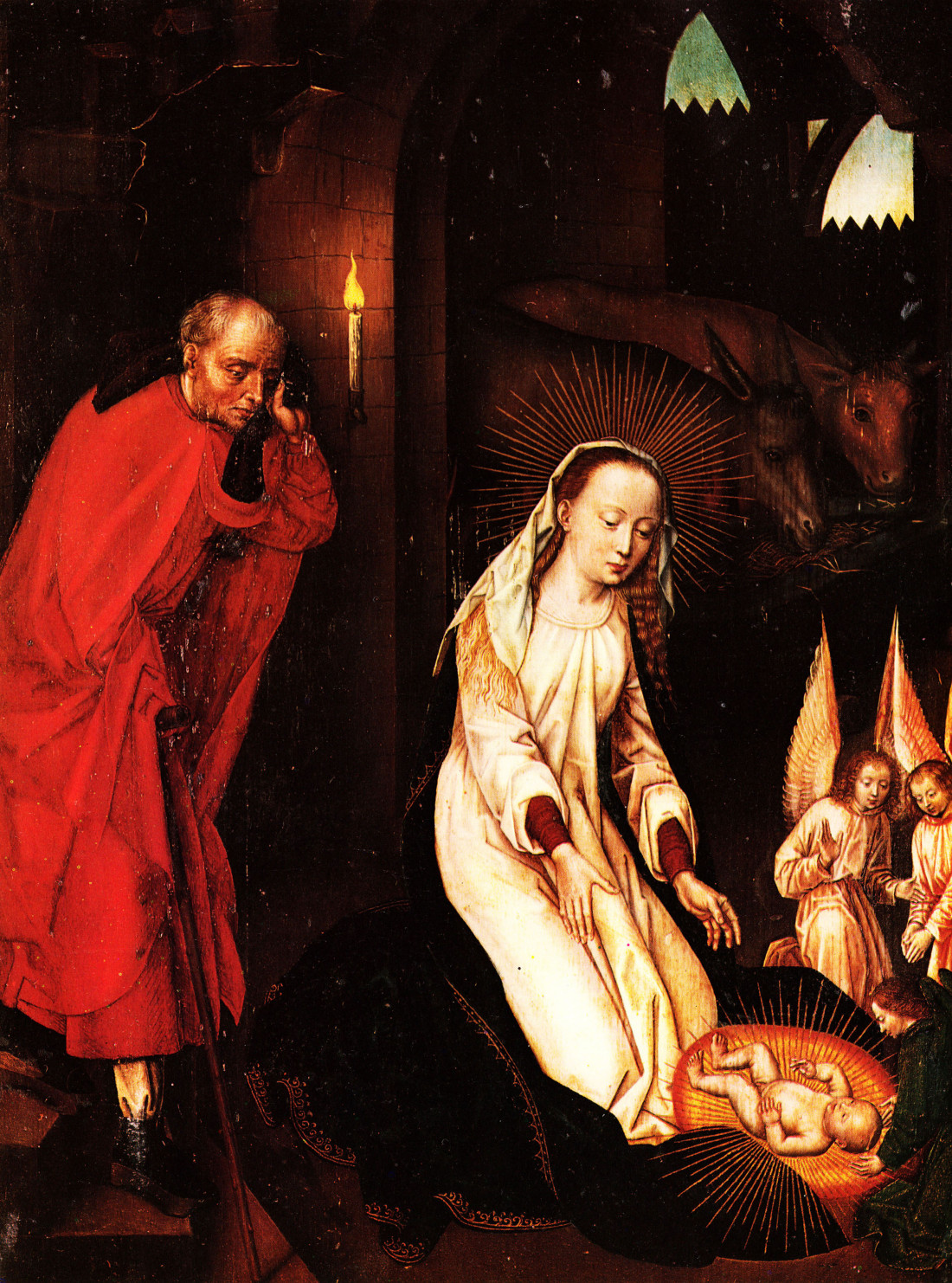
Hans Memling. La Natividad
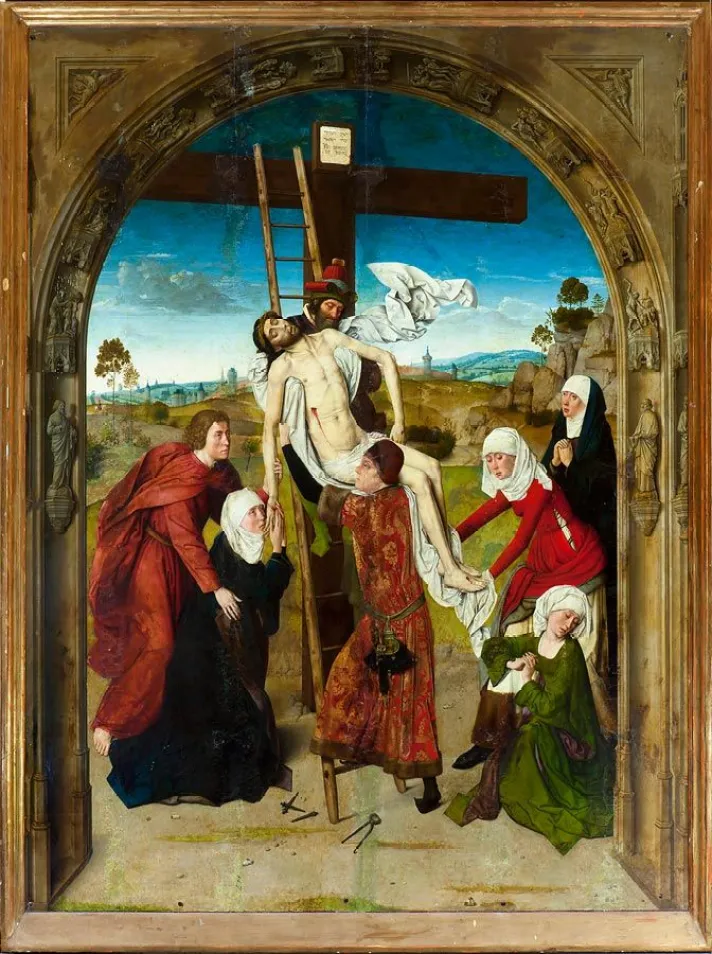
Descendimiento Dieric Bouts
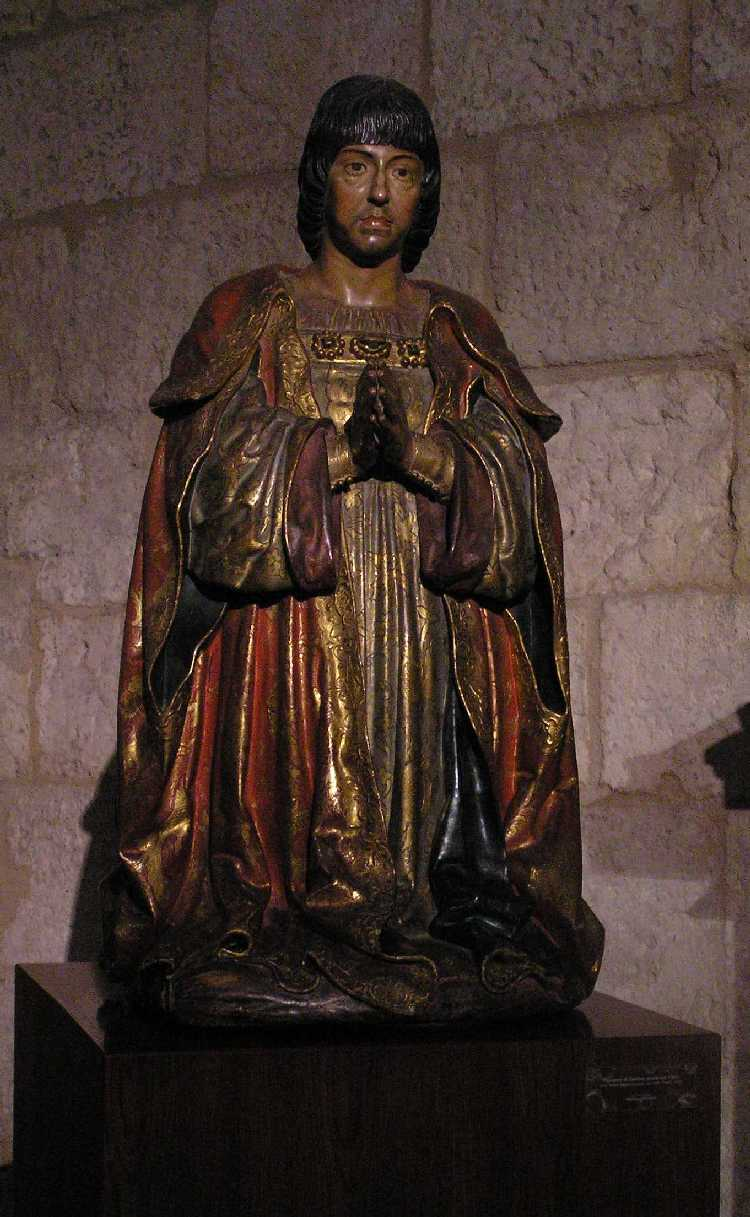
Estatua orante de Fernando el Católico en la Capilla Real de Granada
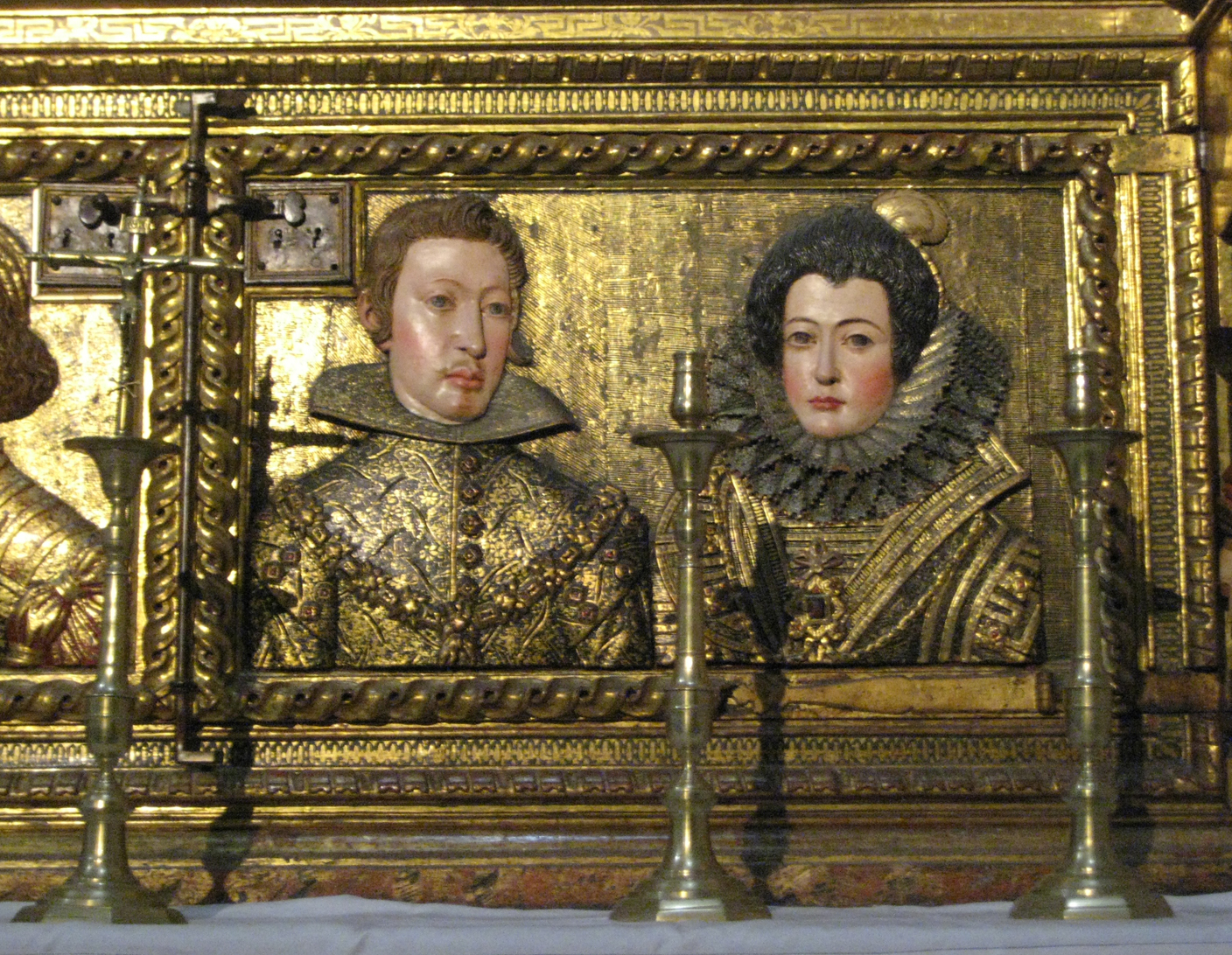
Felipe IV el Isabel de Borbón. Alonso Mena. Capilla Real de Granada.
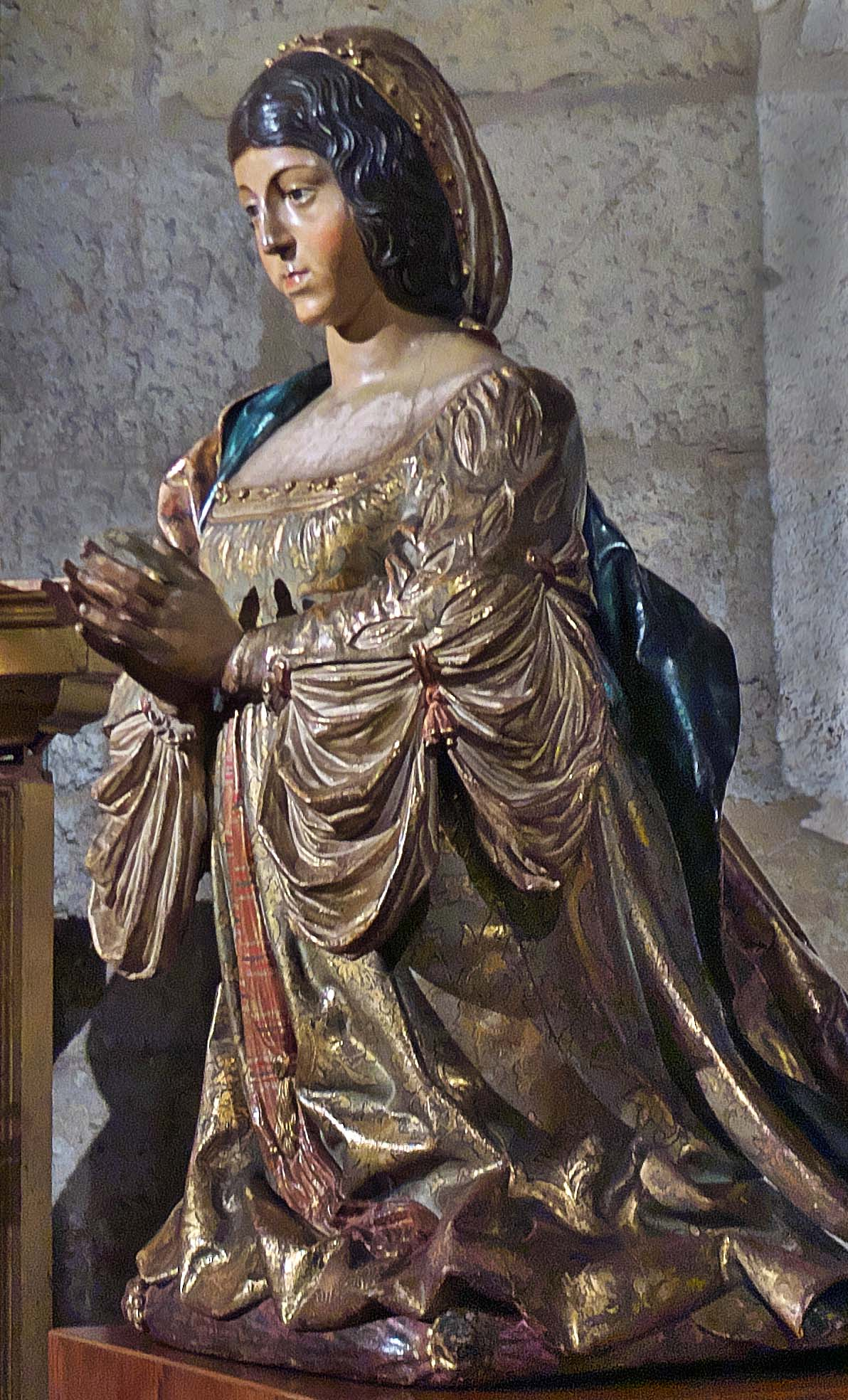
Isabel la Católica orante. Felipe Bygarny. Capilla Real de Granada

En el ángulo que forma la Capilla Real con la iglesia del Sagrario se construyó, en el año 1518, la lonja, dedicada en origen a la banca y al comercio. Hoy funciona como entrada de acceso al conjunto y puede visitarse, tanto por su interés arquitectónico (la fachada, los artesonados) como por los objetos que expone en su interior (pinturas, mobiliario).

## Maestros de Capilla
Desde su fundación y durante siglos, la Real Capilla contó con maestros que estaban al cargo de la composición de música para las funciones litúrgicas, así como de la dirección de todo lo relativo a su interpretación. Entre las funciones de estos músicos se encontraba, además, la educación de las voces de los infantillos (o seises) y el cuidado del archivo. Para acceder al cargo, los aspirantes debían someterse a concurso público con duras pruebas de composición y conocimientos musicales, cuyo resultado solo podía ser la concesión de la plaza a auténticos artistas. De entre los legajos que componen el catálogo de música de esta institución destacan, por su número y su extraordinaria prolongación cronológica, los correspondientes a la obra de Antonio Cavallero, que fue nombrado para el cargo en 1757, substituyendo a Pedro Furió, y lo deja oficialmente al morir hacia 1822, cerrando una interesante relación de maestros titulares.

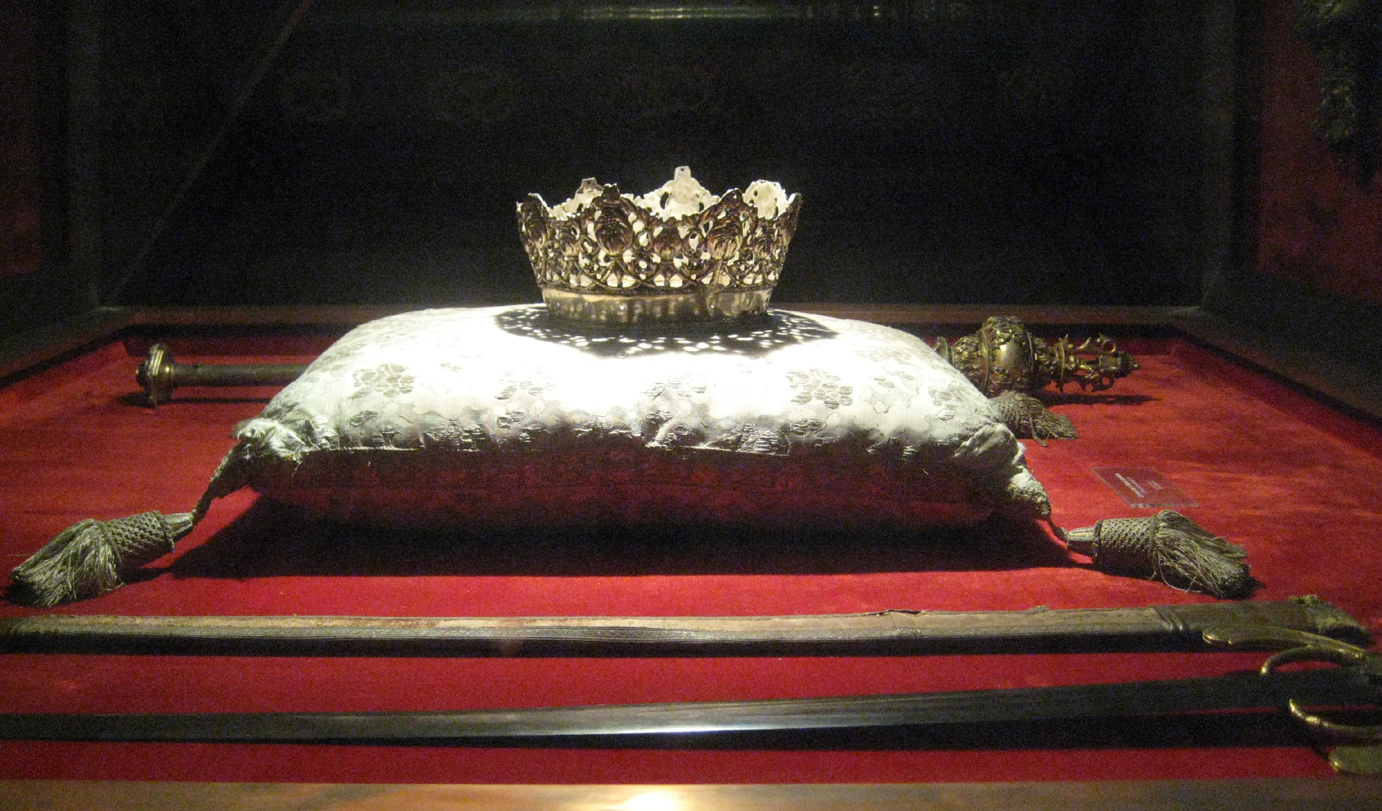
Corona de Isabel de Castilla en la Capilla Real de Granada

## Galería

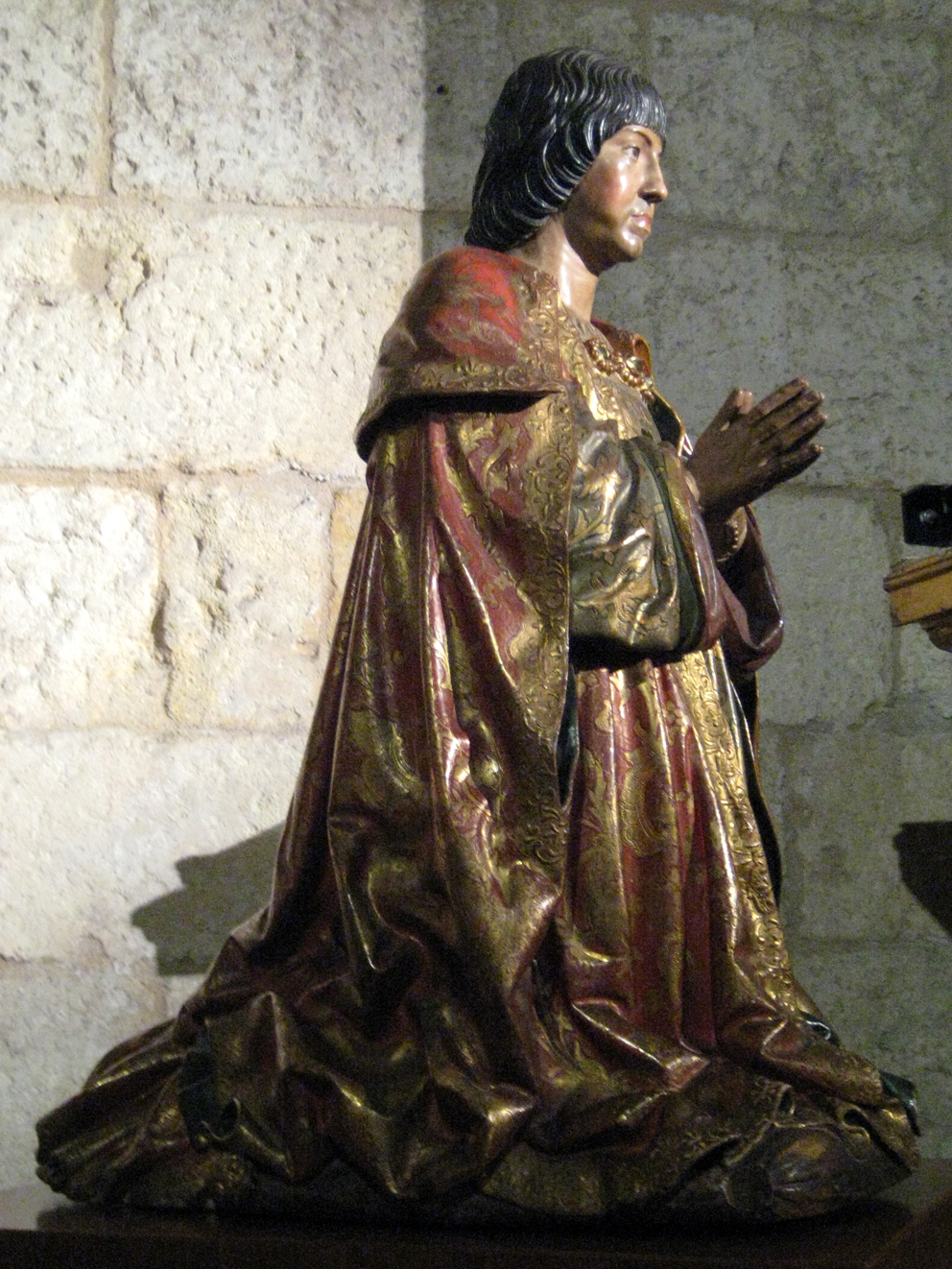
Fernando el Católico, por Felipe Vigarny
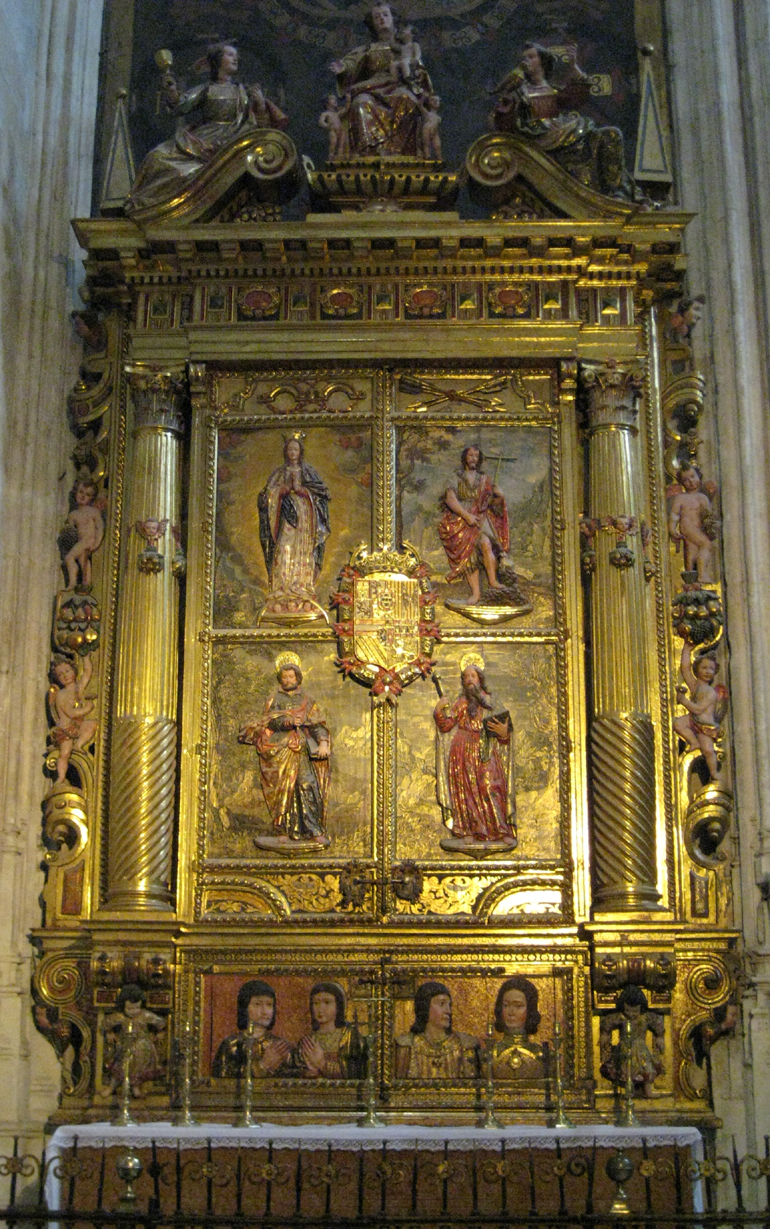
Retablo-relicario, obra de Alonso de Mena
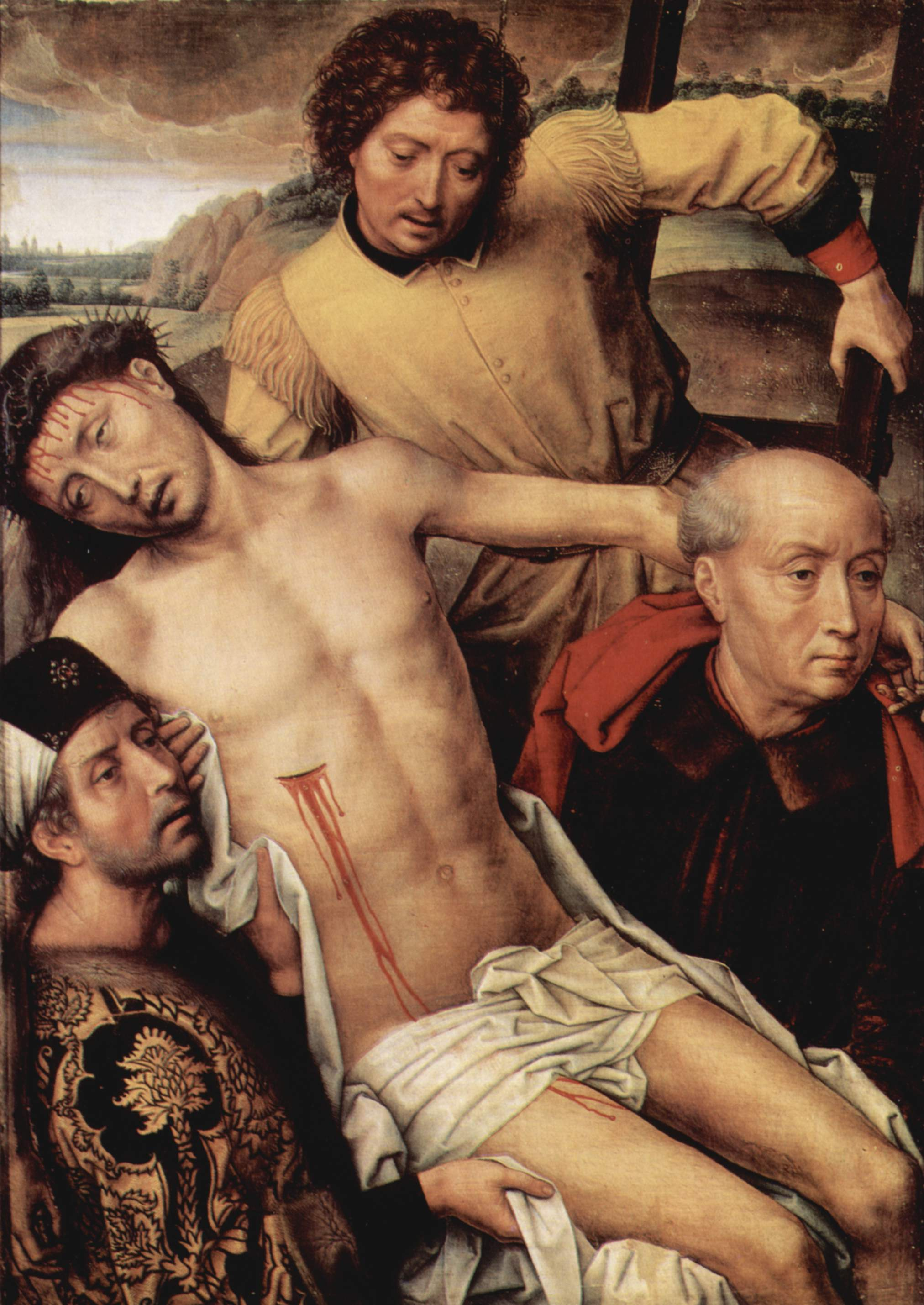
Hans Memling: Descendimiento de la Cruz, h. 1475
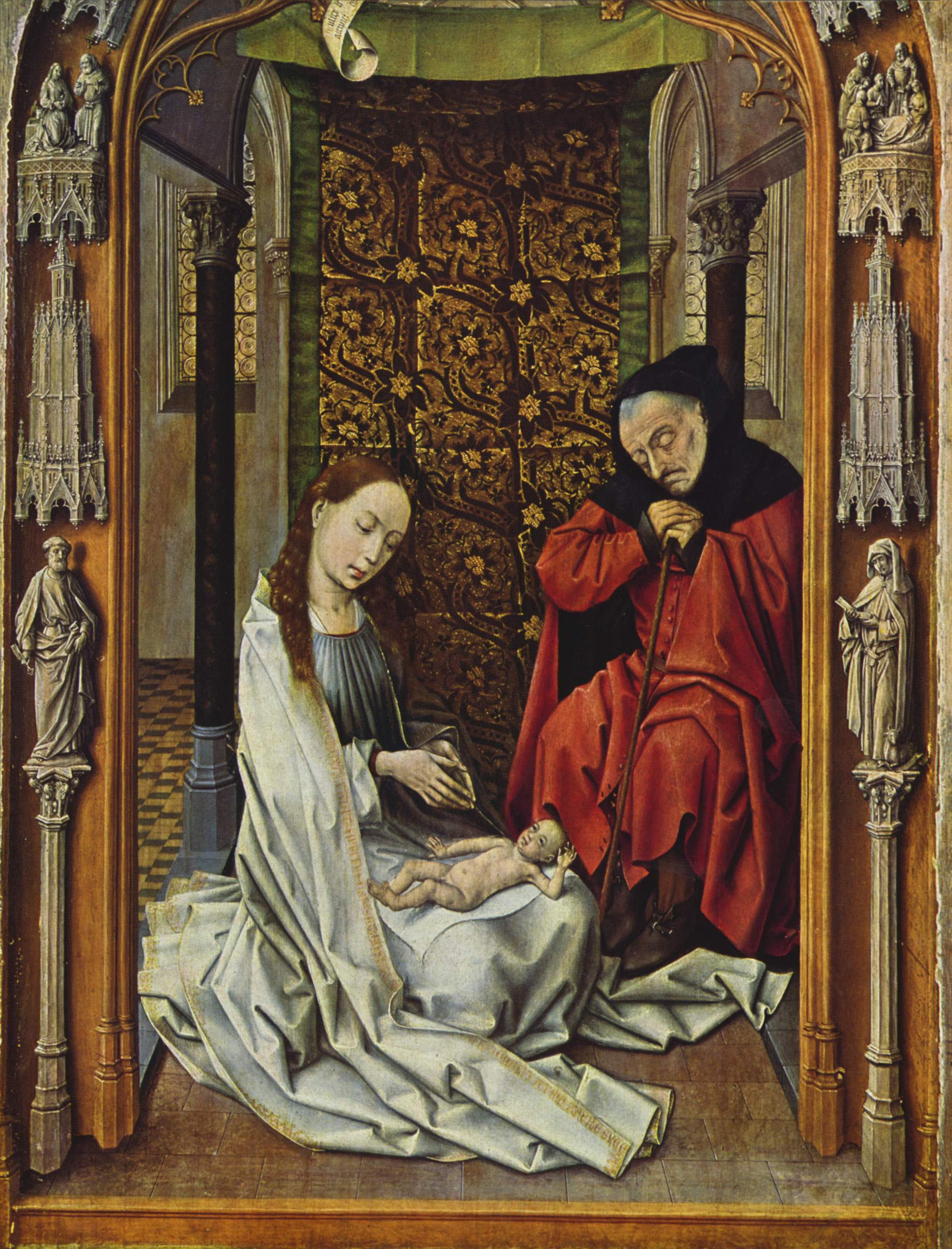
Atribuido a Juan de Flandes: Nacimiento de Cristo, copia de una de las tablas laterales del Tríptico de Miraflores de Rogier van der Weyden
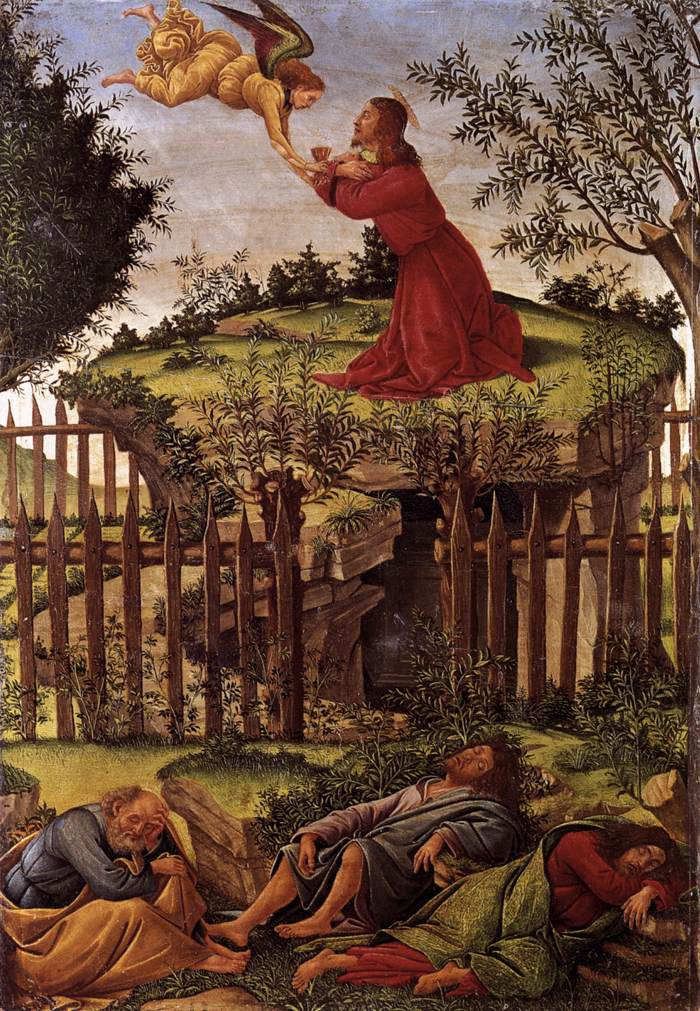
Sandro Botticelli: Oración del Huerto
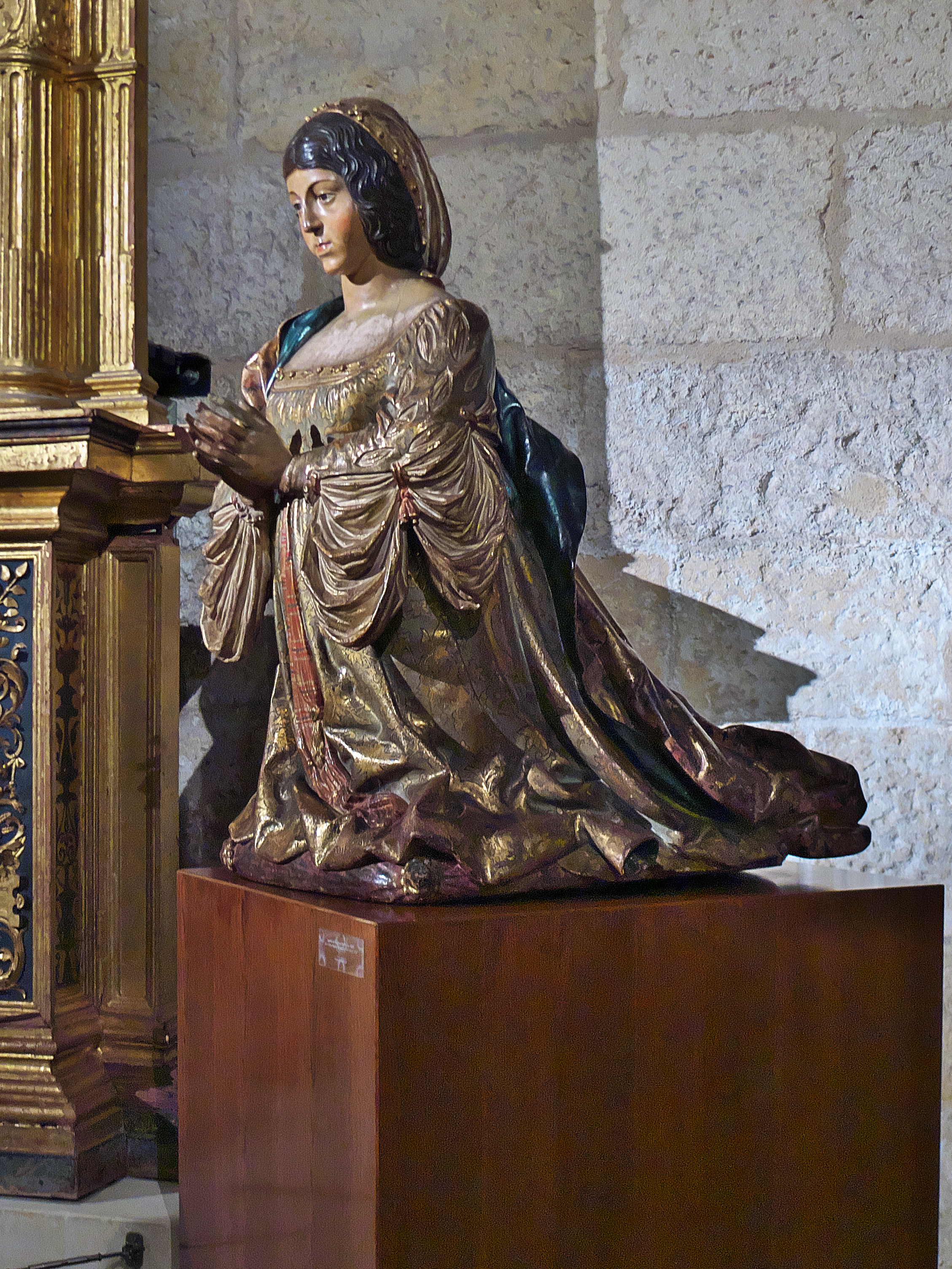
Isabel I de Castilla, Felipe Bigarny.